# Fréjairolles

Fréjairolles este o comună în departamentul Tarn din sudul Franței. În 2009 avea o populație de 1.311 de locuitori.

## Evoluția populației
| An        | 1975 | 1982 | 1990 | 1999 | 2006  | 2009  |
| --------- | ---- | ---- | ---- | ---- | ----- | ----- |
| Populație | 637  | 833  | 840  | 977  | 1.190 | 1.311 |